# فيليبي ترينداد
فيليبي ترينداد (بالبرتغالية: Filipe Trindade‏) هو لاعب كرة قدم برازيلي في مركز الوسط، ولد في 18 يوليو 1999 في برازيليا في البرازيل.

## وصلات خارجية
- فيليبي ترينداد على موقع قاعدة بيانات كرة القدم.إي يو (الإنجليزية)
- فيليبي ترينداد على موقع Soccerway.com (الإنجليزية)